# Vodnjan
Vodnjan (vyslovováno [vodňan], italsky Dignano) je město v Chorvatsku v Istrijské župě. Je vzdáleno asi 6 km severně od Puly. 
Město je známé také díky tomu, že se zde nacházela v minulosti pevnost. Ta byla roku 1808 stržena a kámen z jejích zdí byl použit na dlažbu místních ulic. Město bylo až do první světové války součástí Rakousko-Uherska, v roce 1918 bylo připojeno k Itálii, a to i přesto, že obyvatelstvo Vodnjanu bylo národnostně smíšené. Od roku 1945 byl součástí Jugoslávie a po roce 1991 Republiky Chorvatsko.
V roce 2001 žilo ve městě 3 406 obyvatel, v opčině pak v roce 2011 žilo 6 119 obyvatel. Celkem 858 obyvatel ve Vodnjanu vyznává islám, tedy celkem 14,02 % obyvatel, díky čemuž je Vodnjan město s nejrozšířenější muslimskou komunitou v rámci svého obyvatelstva v Chorvatsku. Místní muslimové se hlásí především k bosňácké národnosti.
Z hospodářského hlediska se místní obyvatelstvo věnuje především zemědělství. Zastoupeno je hlavně pěstování oliv, výroba olivového oleje, dále potom chov dobytka a pěstování vinné révy a výroba vína.
K městu patří vesnice Barbariga, Gajana, Galižana a Peroj. Samotný Vodnjan leží ve vnitrozemí, u moře leží vesnice Barbariga a Peroj.
Vodnjanem prochází železniční trať Divača–Pula (hlavní trať na poloostrově Istrie). Nádraží je umístěno východně od středu města.